# Журавлёвка (Кемеровская область)
Журавлёвка — упразднённый посёлок в Междуреченском городском округе Кемеровской области России. Исключён из учётных данных в 2000 году. Фактически включен в состав города Междуреченск.

## География
Журавлёвка расположен в юго-восточной части Кемеровской области в горно-таёжной зоне и находится на левом берегу реки Ольжерас, выше впадения в нее реки Большой Линсу, на расстоянии приблизительно 2,5 км по прямой к северу от окраин города Междуреченск. В настоящее время представляет собой улицу Журавлёвка микрорайона Распадный.

## История
Решением Кемеровского ОИК № 204/271 от 27 мая-4 июня 1963 года из состава бывшего Кузнецкого района в административное подчинение Междуреченского горсовета передан населённый пункт Журавлёвка.
Законом Кемеровской области от 25 октября 2000 года № 708 посёлок исключен из учётных данных.

## Население
| 1970 | 1979 | 1989 |
| ---- | ---- | ---- |
| 256  | ↘62  | ↘28  |